# هكابليتا

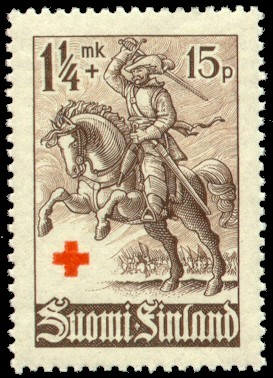
هكابليتا على ظهر حصان, طابع فنلندي ظهر سنة 1940

الهكـّابليتـّا (بالفنلندية Hakkapeliitta وجمعها Hakkapeliitat) مصطلح تأريخي يطلق على الفارس الفنلندي الخفيف في خدمة غوستافوس أدولفوس ملك السويد خلال حرب الثلاثين عاما (1618 حتي 1648). وأطلق الأجانب في الإمبراطورية الرومانية المقدسة اسم الهاكابليتا استناداً إلى صرخة الحرب الفنلندية "hakkaa päälle"، التي تترجم بمعنى "قطعوهم!"
كان أول استخدام لفرسان هكابليتا في الحروب البولندية السويدية في اواخر القرن 16. وفي أوائل القرن 17 شارك الفرسان بقيادة المشير يعقوب (Jacob De la Gardie), في حملات ضد بولندا وروسيا.